# 峨眉瑞香
峨眉瑞香（学名：Daphne emeiensis）为瑞香科瑞香属下的一个种。其种加词“emeiensis”意为“四川峨眉山的”。